# Mănăstirea Timișeni
Mănăstirea Timișeni este o mănăstire ortodoxă din România situată în localitatea Șag, județul Timiș.
Mănăstirea Timișeni este o mănăstire de maici, cu hramul „Tăierea Capului Sfântului Ioan Botezătorul” (29 august), situată la aproximativ 14 km de Timișoara, în localitatea Șag. A fost ctitorită de către mitropolitul Vasile Lăzărescu, în 1944. Dispune de anexe pentru atelierele de țesătorie și pictură de icoane. A fost desființată în timpul regimului comunist. A fost reorganizată prin grija Î.P.S. Mitropolit Nicolae Corneanu. Biserica actuală a mănăstirii a fost înălțată între 1968-1972, pictura fiind realizată de Victor Jurcă din Lugoj. Sfințirea lăcașului s-a făcut la 29 august 1972. S-a mai construit o clădire modernă în care există trapeza, chiliile, ateliere de croitorie și de pictură a icoanelor. În 2003 a început construcția unei biserici mai încăpătoare și unui nou corp de chilii. Dispune de posibilități de cazare pentru pelerini.